# Zenza Bronica

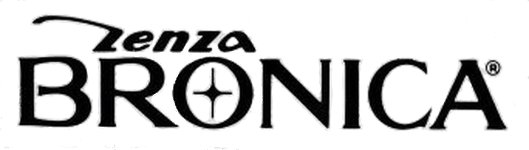

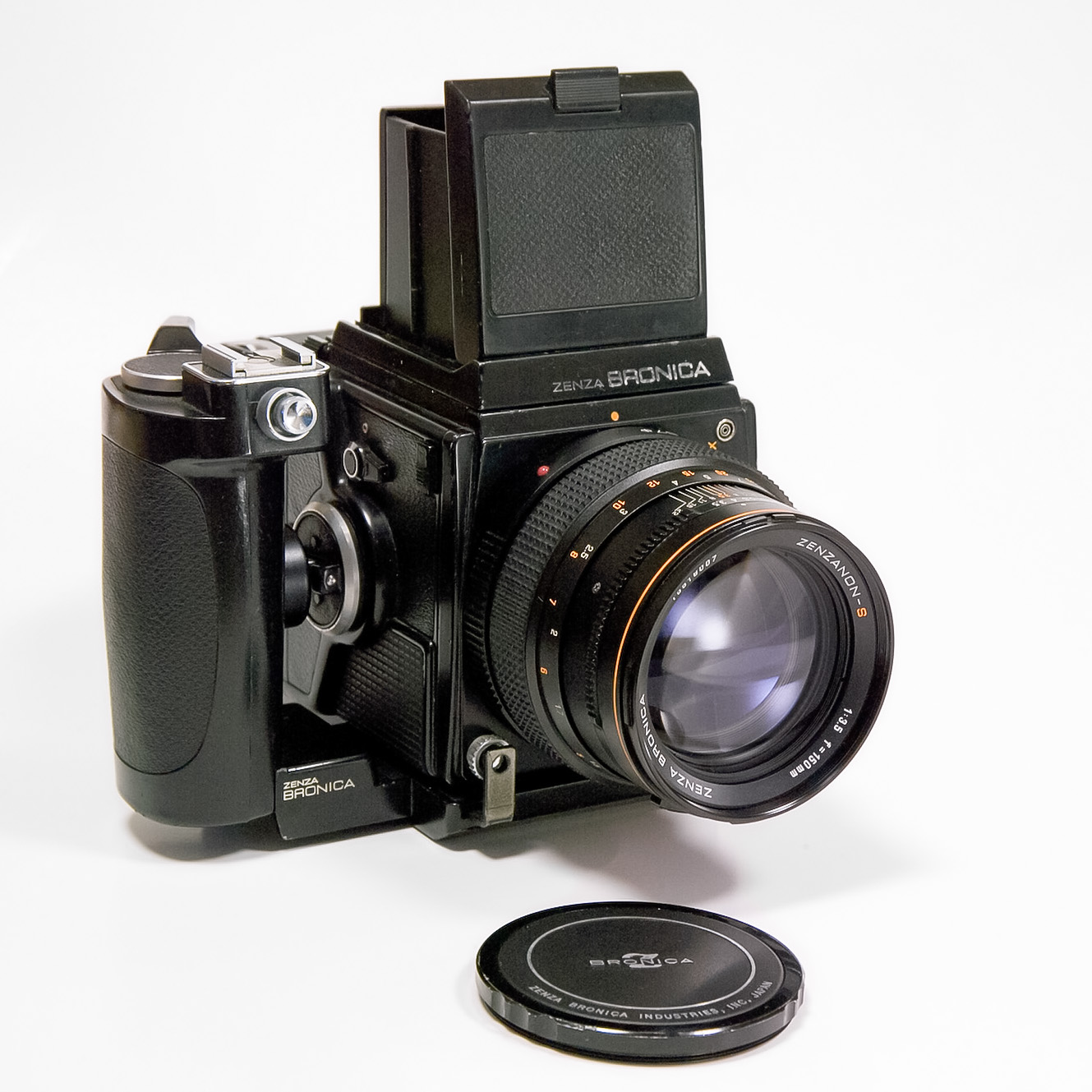
SQ-Modell

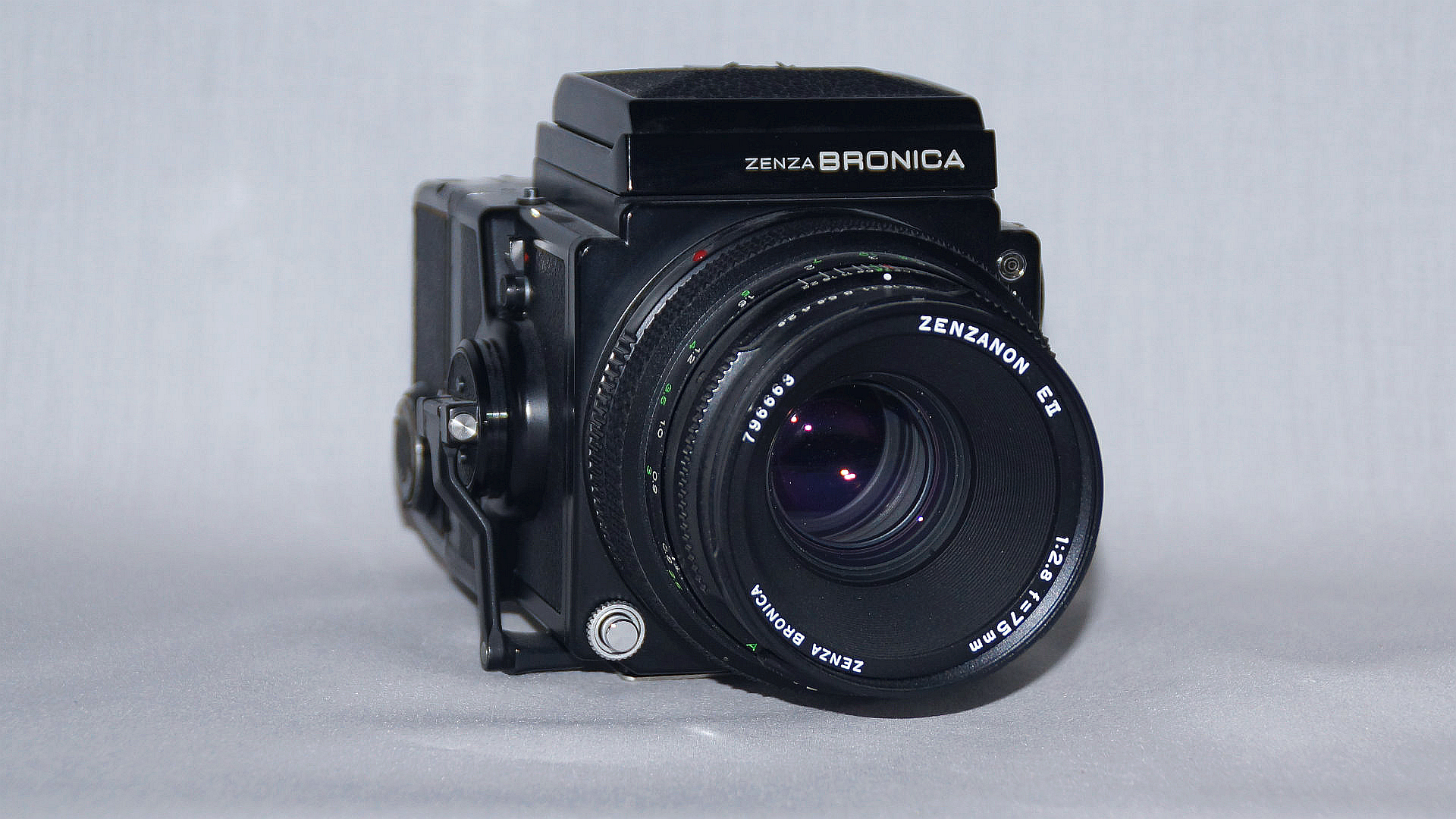
Zenza Bronica ETR series mit Zenzanon EII 1:2.8/75mm

Zenza Bronica ist eine Marke des ehemaligen japanischen Kameraherstellers von Mittelformatkameras Bronica. Das Unternehmen ging 1995 im Objektivhersteller Tamron auf; die Kameras wurden bis 2005 angeboten.
Das Unternehmen wurde 1958 von Zenzaburo Yoshino gegründet. Der Name Bronica leitet sich dabei von der in den USA populären Brownie Camera ab, heißt es, seine Kameras nannte Zenzaburo Zenza Bronica.
Zenzaburo starb 1988. Im Jahre 1995 übernahm Objektivhersteller Tamron 95 Prozent des Kapitals der Bronica Co., Ltd., die Firma ging anschließend in Tamron auf.

## Kameramodelle
Im Jahre 1959 begann der Hersteller, damals Familienunternehmen, mit der Produktion von einäugigen System-Rollfilmkameras mit Bajonettanschluss für von Nikon zugelieferte Mittelformat-Nikkor-Objektive (Modelle deLuxe, S, S2, C, S2A, EC und EC-TL). Als Besonderheit verfügten sie über einen Schlitzverschluss, einen komplexen Schwingspiegelmechanismus, bei dem der Spiegel nicht nur weggeklappt, sondern auch nach hinten bewegt wurde, so dass Objektive möglich wurden, die tiefer in die Kamera eindrangen, eine Vorrichtung, die ein Ansetzen der Filmmagazine unabhängig vom Verschlussspannungszustand ermöglichte (im Gegensatz z. B. zu Hasselblad), sowie ein Bajonett, das zwei verschiedene Halterungen für Objektive aufwies. Die EC-TL war bereits mit TTL-Belichtungsmessung ausgestattet. Diese Modellreihe wurde Anfang der 1980er Jahre eingestellt und von der SQ abgelöst.
Zu den bekannten neueren Mittelformatkameras von Zenza Bronica gehören u. a. die Spiegelreflexkameras (SLR) der Baureihe ETR (ETRS, ETRSi) mit Filmformat 4,5x6 cm, der Baureihe SQ (SQ-A, SQ-Ai, SQ-B) mit Filmformat 6x6 cm sowie der Baureihe GS (GS-1) mit Filmformat 6x7 cm. Alle SLRs der o. g. neueren Baureihen basierten auf Zentralverschlussobjektiven.
Die dazugehörigen Wechselobjektive heißen Zenzanon; unterschieden werden die Serien Zenzanon PE, Zenzanon PS und Zenzanon PG.
Zusätzlich wurde Ende der 1990er Jahre mit der RF 645 eine Rollfilmsucherkamera für das Format 6x4,5 mit eigenen Wechselobjektiven herausgebracht. Ende 2004 wurden die SLR Reihen ETR, SQ und GS eingestellt, Ende 2005 auch die Mittelformat-Sucherkamera RF 645 und deren Zubehör, wobei der Service noch sieben Jahre aufrechterhalten werden sollte. Die RF645 ist im japanischen Kameramuseum in Tokyo ausgestellt.